# Такаги, Тораносукэ
Тораносу́кэ Така́ги (яп. 高木虎之介 Такаги Тораносукэ, родился 12 февраля 1974 года в Сидзуоке, Япония) — японский автогонщик. Чемпион серии Super GT (2005) в классе GT500, победитель первенства Формулы-Ниппон (2000). Выступал в Формуле-1 в 1998—1999 годы.

## Общая информация
Тора — потомственный автогонщик; его отец в своё время активно участвовал в разного рода японских кузовных гонках, а позже привил любовь к автоспорту сыну.

## Спортивная карьера
Младший Такаги впервые попробовал себя за рулём в 1986 году, когда попробовал участвовать в местных картинговых соревнованиях. За несколько лет он привык к технике и условиям борьбы в подобных гонках и вскоре стал выигрывает заезд за заездом, собирая титулы чемпиона Японии в различных классах. Подающего надежды пилота заметили руководители автоспортивных программ крупных производителей и вскоре его взял под опеку концерн Toyota.
В 1992 году Тора дебютировал в гонках формульного типа, проведя сезон в полулюбительском первенстве национальной Формулы-Toyota (где сходу смог выиграть две гонки); затем он перебрался в национальную Формулу-3 где в 1993-94 годах провел два десятка гонок, постепенно шлифуя своё мастерство и учась работать с инженерами. В конце 1994 года менеджер Такаги, довольный прогрессом своего подопечного, перевёл его в национальную Формулу-3000 — в коллектив Сатору Накадзимы. Здесь Тора, до того не сильно блиставший стабильностью результатов, смог проявить себя как один из быстрейших пилотов чемпионата, регулярно борясь за лучшее время на тренировках и периодически побеждая в гонках. В 1995 году он смог стать вице-чемпионом этого первенства, выиграв три из девяти гонок сезона и уступив лишь куда более опытному Тосио Судзуки.
Стабильность Такаги заставила его менеджмент искать варианты продолжения его карьеры в более престижных формульных чемпионатах. В 1997 году Тора провёл несколько тестовых сессий за Tyrrell F1, а на следующий год подписал с британской командой контракт полноценного пилота в чемпионате мира. В рамках подготовки к дебюту японец проехал несколько гонок в Суперкубке Porsche, изучая особенности европейских трасс. Доживавший свои последние месяцы коллектив не смог предоставить Такаги в сезоне-1998 хоть сколько-нибудь конкурентоспособную технику, из-за чего японец весь сезон провёл в борьбе за места во втором десятке и лишь изредка, из массовых проблем у лидеров, пробираясь к финишу на места в первой десятке. В межсезонье британская команда сменила владельцев, решивших перестраивать команду с самых низов, в том числе сменив обоих боевых пилотов.
Накадзима, к тому моменту сам занявшийся карьерой Торы, в межсезонье смог найти Такаги новое место в Формуле-1, подписав контракт с командой Arrows. Коллектив Тома Уокиншоу располагал в сезоне-1999 ещё более слабой машиной, чем Tyrrell годом ранее: Тора лишь изредка квалифицировался не на последних рядах, а в гонках лишь четырежды смог добраться до финиша. Промучавшись до конца года и не найдя более благоприятных вариантов продолжения карьеры на сезон-2000, Накадзима и Такаги приняли решение покинуть чемпионат.
Уйдя из Формулы-1 Тора в 2000 году в перебрался Формуле-Ниппон, где получив конкурентоспособную технику сходу смог стать чемпионом, выиграв восемь из десяти гонок сезона. Через год Накадзима смог найти для Такаги место в Северной Америке, договорившись с коллективом Walker Racing серии CART, сменив в их кокпите соотечественника Синдзи Накано. Команда Деррика Уокера предоставила Торе сравнительно быстрый и надёжный болид и он время от времени смог показывать в гонках неплохие результаты: время от времени финишируя в Top10 как на хорошо знакомых дорожных трассах, так и на новых для себя овальных кольцах.
В 2003 году, вместе с покровительствующим ему концерном Toyota, Такаги перебрался в IRL IndyCar, где провёл ещё пару сезонов в составе Mo Nunn Racing. Увеличение числа гонок по трассам овального типа никак не сказалось на результатах японца: он регулярно был быстр везде, в том числе и на центральном этапе сезона — в Индианаполисе, где с первой попытки он смог квалифицироваться седьмым, а финишировать пятым. Регулярно финишируя в Top10 в гонках, Тора смог и по итогам года оказаться в числе десяти сильнейших пилотов личного зачёта. Японец строил планы по дальнейшему прогрессу в сезоне-2004, но в итоге не смог даже защитить свои прошлогодние позиции: Такаги сбавил в стабильности, а также стал регулярно попадать в достаточно серьёзные аварии. Потеряв часть спонсоров в межсезонье японец покинул серию.
Покинув Северную Америку Тора ещё несколько лет продолжал гоняться на родине: возвращение в Формулу-Ниппон принесло лишь несколько финишей в очковой зоне, а вот в Super GT Такаги смог сходу же не только получить быструю и надёжную технику, но и в год дебюта стать победителем старшего класса, деля Toyota Supra с Юдзи Татикавой. Впрочем закрепиться в числе лидеров серии не удалось: Тора несколько раз менял команду, а после сезона-2008 принял решение завершить гоночную карьеру.

## Статистика результатов в моторных видах спорта

### Сводная таблица
| 1992 | Японская Формула-Toyota | Serizawa Racing          | н/д | н/д | н/д | н/д | н/д | н/д  |
| 1993 | Японская Формула-3      | Itoham Racing with TOM’S | 11  | 0   | 0   | 0   | 5   | 10-й |
| 1994 | Японская Формула-3      | Itoham Racing Team       | 10  | 0   | 1   | 0   | 15  | 6-й  |
| 1994 | Японская Формула-3000   | Nakajima Racing          | 3   | 0   | 0   | 0   | 0   | НК   |
| 1995 | Японская Формула-3000   | Nakajima Racing          | 9   | 2   | 1   | 3   | 29  | 2-й  |
| 1996 | Формула-Ниппон          | Nakajima Racing          | 10  | 4   | 1   | 2   | 25  | 4-й  |
| 1997 | Формула-Ниппон          | Nakajima Racing          | 9   | 4   | 0   | 1   | 18  | 6-й  |
| 1997 | Суперкубок Porsche      | Kadach Tuning            | н/д | 0   | 0   | 0   | 40  | 11-й |
| 1998 | Формула-1               | Tyrrell F1               | 16  | 0   | 0   | 0   | 0   | НК   |
| 1999 | Формула-1               | Arrows F1                | 16  | 0   | 0   | 0   | 0   | НК   |
| 2000 | Формула-Ниппон          | Nakajima Racing          | 10  | 6   | 3   | 8   | 86  | 1-й  |
| 2001 | CART                    | Walker Motorsport        | 20  | 0   | 0   | 0   | 29  | 21-й |
| 2002 | CART                    | Walker Racing            | 18  | 0   | 0   | 0   | 53  | 15-й |
| 2003 | IRL IndyCar             | Mo Nunn Racing           | 16  | 0   | 0   | 0   | 318 | 10-й |
| 2004 | IRL IndyCar             | Mo Nunn Racing           | 16  | 0   | 0   | 0   | 263 | 15-й |
| 2005 | Формула-Ниппон          | Team Cerumo              | 9   | 0   | 0   | 0   | 0   | НК   |
| 2005 | Super GT (класс GT500)  | Team Cerumo              | 8   | 0   | 0   | 3   | 67  | 1-й  |
| 2006 | Формула-Ниппон          | Team Le Mans             | 9   | 0   | 0   | 0   | 0   | НК   |
| 2006 | Super GT (класс GT500)  | Team Cerumo              | 9   | 0   | 0   | 1   | 71  | 5-й  |
| 2007 | Формула-Ниппон          | Team Le Mans             | 9   | 0   | 0   | 0   | 3   | 16-й |
| 2007 | Super GT (класс GT500)  | Team Cerumo              | 9   | 0   | 1   | 1   | 53  | 7-й  |
| 2008 | Super GT (класс GT500)  | Team SARD                | 9   | 0   | 0   | 0   | 11  | 21-й |

### Гонки формульного типа

#### Формула-1
| Легенда к таблице |                                                                    |
| --- | ------------------------------------------------------------------ |
| В таблице перечислены результаты всех Гран-при Формулы-1, в которых принимал участие гонщик. Строками таблицы являются сезоны, столбцами — этапы чемпионата мира. В каждой клетке указаны сокращённое название этапа и результат, дополнительно обозначенный цветом. Расшифровка обозначений и цветов представлена в нижеследующей таблице. |                                                                    |
| \| Пример \| Описание \| \| ------------ \| ------------------------------------------------------------------ \| \| 1 \| Победитель \| \| 2 \| Второе место \| \| 3 \| Третье место \| \| 5 \| Финишировал, заработав очки \| \| Сход \| Не финишировал, но при этом заработал очки \| \| 12 \| Финишировал, не получив очков \| \| НКЛ \| Финишировал, но не попал в финальную классификацию \| \| 15 \| Участвовал вне зачёта, либо по отдельной классификации \| \| 18 \| Не финишировал, но попал в финальную классификацию \| \| Сход \| Не финишировал \| \| НКВ \| Не прошёл квалификацию \| \| НПКВ \| Не прошёл предквалификацию \| \| ДСК \| Дисквалифицирован \| \| ИСК \| Исключён из протокола соревнований \| \| ТТ \| Заявлен для участия только в тренировках \| \| НС \| Участвовал в квалификации, но не стартовал в гонке \| \| Т \| Травмирован или болен \| \| ОТК \| Отказ от участия \| \| НТР \| Прибыл на соревнования, но на трассу не выезжал \| \| НПР \| Был заявлен в числе участников, но не прибыл к началу соревнований \| \| О \| Соревнования отменены \| \| \| Не участвовал \| \| Поул-позиция \| \| \| Быстрый круг \| \| |                                                                    |
| Пример | Описание                                                           |
| 1 | Победитель                                                         |
| 2 | Второе место                                                       |
| 3 | Третье место                                                       |
| 5 | Финишировал, заработав очки                                        |
| Сход | Не финишировал, но при этом заработал очки                         |
| 12 | Финишировал, не получив очков                                      |
| НКЛ | Финишировал, но не попал в финальную классификацию                 |
| 15 | Участвовал вне зачёта, либо по отдельной классификации             |
| 18 | Не финишировал, но попал в финальную классификацию                 |
| Сход | Не финишировал                                                     |
| НКВ | Не прошёл квалификацию                                             |
| НПКВ | Не прошёл предквалификацию                                         |
| ДСК | Дисквалифицирован                                                  |
| ИСК | Исключён из протокола соревнований                                 |
| ТТ | Заявлен для участия только в тренировках                           |
| НС | Участвовал в квалификации, но не стартовал в гонке                 |
| Т | Травмирован или болен                                              |
| ОТК | Отказ от участия                                                   |
| НТР | Прибыл на соревнования, но на трассу не выезжал                    |
| НПР | Был заявлен в числе участников, но не прибыл к началу соревнований |
| О | Соревнования отменены                                              |
| | Не участвовал                                                      |
| Поул-позиция |                                                                    |
| Быстрый круг |                                                                    |

| Год  | Команда | 1        | 2        | 3        | 4        | 5      | 6        | 7        | 8        | 9        | 10       | 11       | 12       | 13       | 14       | 15       | 16       | Место | Очки |
| ---- | ------- | -------- | -------- | -------- | -------- | ------ | -------- | -------- | -------- | -------- | -------- | -------- | -------- | -------- | -------- | -------- | -------- | ----- | ---- |
| 1998 | Тиррелл | АВС Сход | БРА Сход | АРГ 12   | САН Сход | ИСП 13 | МОН 11   | КАН Сход | ФРА Сход | ВЕЛ 9    | АВТ Сход | ГЕР 13   | ВЕН 14   | БЕЛ Сход | ИТА 9    | ЛЮК 16   | ЯПО Сход | -     | 0    |
| 1999 | Эрроуз  | АВС 7    | БРА 8    | САН Сход | МОН Сход | ИСП 12 | КАН Сход | ФРА ДСК  | ВЕЛ 16   | АВТ Сход | ГЕР Сход | ВЕН Сход | БЕЛ Сход | ИТА Сход | ЕВР Сход | МАЛ Сход | ЯПО Сход | -     | 0    |

#### CART
| 2001 | Walker | MTY 10 | LBH 20 | NAZ 14 | MOT 20 | MIL ДК | DET 20 | POR 18 | CLE 14 | TOR 22 | MIS 13 | CHI 11 | MDO 21 | ROA 22 | VAN 7  | LAU 6 | ROC 26 | HOU 4  | LAG 13 | SRF 16 | FON 15 | 29 | 21-й |
| 2002 | Walker | MTY 14 | LBH 6  | MOT 8  | MIL 14 | LAG 16 | POR 18 | CHI 4  | TOR 8  | CLE 7  | VAN 15 | MDO 12 | ROA 15 | MTL 14 | DEN 15 | ROC 6 | MIA 15 | SRF НС | FON 18 | MXC 6  |        | 53 | 15-й |

#### IRL IndyCar
| 2003 | Nunn | HMS 12 | PHX 22 | MOT 8  | IND 5  | TX1 3  | PPI 6  | RIR 13 | KAN 18 | NSH 7  | MIS 6  | STL 7  | KTY 18 | NZR 14 | CHI 9  | FON 18 | TX2 7  | 317 | 10-й |
| 2004 | Nunn | HMS 4  | PHX 8  | MOT 10 | IND 19 | TX1 10 | RIR 19 | KAN 21 | NSH 11 | MIL 20 | MIS 20 | KTY 20 | PPI 19 | NZR 17 | CHI 13 | FON 14 | TX2 12 | 263 | 15-й |

#### Результаты в Indy 500
| Год  | Шасси   | Мотор  | СП | ФП | Команда |
| ---- | ------- | ------ | -- | -- | ------- |
| 2003 | G-Force | Toyota | 7  | 5  | Nunn    |
| 2004 | Dallara | Toyota | 26 | 19 | Nunn    |

#### Сводная статистика в гонках «чампкаров»
| Сезоны | Команды | Старты | ПП | Победы | Подиумы | Top10 | Победы в Indy 500 | Титулы |
| ------ | ------- | ------ | -- | ------ | ------- | ----- | ----------------- | ------ |
| 4      | 2       | 70     | 0  | 0      | 1       | 23    | 0                 | 0      |